# Arrecina Tertulla
Arrecina Tertulla (... – 63) prima moglie dell'imperatore Tito, è stata una donna romana vissuta nel I secolo d.C., di origini poco note, la cui famiglia apparteneva al rango dell'Ordine equestre.
Il padre si chiamava Marco Arrecino Clemente, rispettato prefetto pretoriano dal 38 al 41 sotto l'imperatore Caligola, e di sua moglie Giulia Orsa. Tertulla aveva un fratello che portava lo stesso nome del padre, Marco Arrecino Clemente, anch'egli prefetto pretoriano nel 70 sotto l'imperatore Vespasiano.
Il cognomen Tertulla era il vezzeggiativo del cognomen femminile Tertia, che in latino significa “la terza figlia”. Un'altra donna romana con tale cognomen fu Giunia Terzia, sorellastra del politico Bruto del periodo repubblicano. È probabile che Tertulla possa essere stata imparentata con il ramo paterno di Vespasiano: la nonna paterna di quest'ultimo portava infatti lo stesso cognomen Tertulla.
Molto poco si sa della famiglia di Tertulla e della sua vita. Nel 62, Tertulla sposò il futuro imperatore Tito, primogenito di Vespasiano. Questo matrimonio potrebbe essere stato organizzato non solo per promuovere la carriera politica e militare di Tito ma anche per dare sollievo al debito maturato durante il proconsolato di Vespasiano.
Sfortunatamente, il matrimonio non durò a lungo: poco tempo dopo, Tertulla morì senza lasciare figli maschi, ma diede al marito una figlia Giulia Flavia. Nel 63, Tito sposò in seconde nozze Marcia Furnilla.